# Grup Indika
El grup Indika d'artistes visuals neix el febrer de 1952, quan exposen a la Sala de Sessions de l'Ajuntament de Figueres. El col·lectiu estava format per Joan Massanet, Joaquim Casellas (Girona, 1927), Francesc Torres Monsó, Evarist Vallès, Bartomeu Massot, Jordi Curós i Emília Xargay. S'afegiren a la segona i última presentació en públic del grup Marià Oliveras (Olot, 1924-1997) i Esther Boix, a la Sala Municipal d'Exposicions de Girona, el mes de juny del mateix any. És considerat el primer grup d'avantguarda que es crea a les comarques gironines.